# فرسانسی
فرسانسی یک فرمانده نظامی ساسانی با اصالت لاز در سده شدم در زمان شاهنشاهی خسرو انوشیروان ساسانی (حک. ۵۷۹–۵۳۱) بود. در سال ۵۴۸ در میانه جنگ لازستان، فریبرز فرمانده ساسانی از او خواست تا در کشتن گوبازس دوم لازی او را یاری کند، اما فرسانسی با خیانت به ایرانیان، گوبازس را از این نقشه باخبر کرد و هر دو به بیزانس پناهنده شدند.
او در سال ۵۵۶ در دربار لازستان از مقام سپهبد برخوردار بود و در تابستان همان سال نیز در جنگ بیزانسی‌ها علیه ساسانیان شرکت کرد.